# اسبياربن (دابوي الجنوبي)
اسبیاربن (بالفارسية: اسپیاربن) هي قرية تقع في إيران في قسم دابوي الجنوبی الريفي. يقدر عدد سكانها بـ 758 نسمة بحسب إحصاء 2016.